# Euthalia lutescentitincta
Euthalia lutescentitincta är en fjärilsart som beskrevs av Embrik Strand 1913. Euthalia lutescentitincta ingår i släktet Euthalia och familjen praktfjärilar. Inga underarter finns listade i Catalogue of Life.